# Večery pod lampou
Večery pod lampou (1940–1944) byla sešitová románová edice nenáročných milostných příběhů pro ženy, které lze zařadit do žánru tzv. červené knihovny. Edici vydával pražský tiskový koncern Tempo radikálně nacionalistického politika Jiřího Stříbrného, ve kterém vycházel hlavně bulvární tisk.

## Charakteristika edice
Večery pod lampou vycházely týdně, a to každou středu, v druhém ročníku každou neděli. Vedoucím redaktorem edice byl spisovatel dobrodružných románů František Frolík, od srpna roku 1942 Zdeněk Šafránek. Kromě hlavního románu a krátkých povídek obsahoval každý sešit ještě stránku anekdot a kresleného humoru, čtenářskou korespondenci, kulturněhistorické medailony osobností české historie a doprovodné publicistické rubriky zabývající se filmem, operetou, kabaretem, kosmetikou i zdravotní péčí, čímž se edice stávala zároveň časopisem. Ve Frolíkových antisemistických komentářích se ale projevovala ideová orientace vydavatele, tíhnoucího k fašismu.
Na přední straně obálky se nejprve objevovaly kolorované fotografie známých filmových či divadelních osobností, později ilustrace k titulnímu románu svazku. Na zadní straně obálky byly uveřejňovány fotografie domácích a zahraničních umělců, nebo reprodukce obrazů z konce 19. a začátku 20. století. Samotné romány byly ilustrovány výtvarníky, kteří pracovali i pro další sešitové edice.
Jako svůj cíl si edice v duchu radikálního nacionalismu Tempa stanovila, že v ní budou vycházet pouze původní české práce. Snažila se proto získat pro psaní románů i známější autory a podařilo se jí vydat příběhy od Jaroslava Marii, F. X. Svobody nebo Olgy Scheinpflugové, hlavními přispěvateli byli ovšem přední spisovatelé sentimentální prózy (Olga Fujerová, Vilém Neubauer, Marie Tippmannová, Marie Voříšková a další).
Celkem v edici vyšlo 177 číslovaných sešitů. První svazek edice vyšel 3. ledna roku 1940 a obsahoval román Olgy Fujerové Děvče odnikud, poslední číslo je z 27. srpna roku 1944 s románem Marie Voříškové Tvář pod závojem. Další vydávání edice bylo 1. září 1944 úředně zastaveno v rámci tzv. totální mobilizace protektorátního hospodářství, která přinesla zákaz tisku veškeré zábavné četby.

## Edice po roce 1989
Od roku 1990 do roku 2002 vydávalo románové sešity s tímto označením nakladatelství Ivo Železný. Od roku 2008 vychází tato edice v brněnském nakladatelství MOBA, které v ní vydává především díla přeložená z němčiny.